# Bullewijkspoorbrug
De Bullewijkspoorbrug en Bullewijkmetrobrug vormen een viaductenstelsel in Amsterdam-Zuidoost.

## Viaducten
De viaducten zijn gelegen over het voet- en fietspad Bullewijkpad, dat Amsterdam Zuidoost van oost naar west doorsnijdt. Zij kregen hun naam in 2017, een vernoeming naar dat pad, dat op zich weer vernoemd is naar het riviertje Bullewijk, ook al naamgever van de wijk en metrostation, waarvan het zuidelijke deel gedragen wordt door het viaductenstelsel.
De geschiedenis van de viaducten loopt parallel aan elkaar. Bij de ontwikkeling van de wijk Bijlmermeer kwam de gemeente Amsterdam in de jaren zeventig toe aan de wijk Bullewijk. Er werd zand opgespoten en de infrastructuur werd aangebracht. Een onderdeel daarvan was het op een dijklichaam verleggen van de spoorlijn Amsterdam - Utrecht. Ongeveer op de plaats van het huidige viaduct lag een AHOB in de aldaar toen kruisende Abcouderstraatweg. Dit dijklichaam werd ten oosten van de toen nog laag gelegen spoorlijn vanaf Duivendrecht tot even voor Station Abcoude aangelegd. Dit project werd gezamenlijk met Amsterdam dat aan haar metronet werkte uitgevoerd (de latere Metrolijn 54 (Geinlijn). Het traject tussen Station Bijlmer en Station Amsterdam Holendrecht kreeg haar eerste kunstwerken inclusief metrostation Bullewijk dat voor de trein al op 26 maart 1975 werd geopend maar voor de metro pas op 14 oktober 1977. Het viaduct droeg toen de twee centraal gelegen metrosporen en twee treinsporen aan de buitenranden.
In de jaren negentig werkte Amsterdam verder aan haar metronet en vanaf 1997 deed Metrolijn 50 (Ringlijn) het station en het viaduct aan zonder dat er iets aan de infrastructuur veranderde.
In verband met een toenemende drukte op de spoorlijn werd er in de jaren nul van de 21e eeuw gewerkt aan spoorverdubbeling op het traject Amsterdam – Utrecht. Voor deze plek had dat tot gevolg dat aan de buitenzijden van het bestaande viaduct nieuwe kunstwerken werden gebouwd om dat te kunnen opvangen. Hierbij moesten restanten, een bult, van de oude laaggelegen  spoorbaan worden verwijderd. Niet alleen moest er hier spoorverdubbeling komen, maar ook al splitsing/samenvoeging van sporen als voorbereiding/afronding op het vernieuwde en veel groter geworden Station Amsterdam Bijlmer Arena. Op 14 december 2008 werd aan beide zijde van het metrostation Holendrecht een zijperron ingebruik genomen waarmee Holendrecht ook een sprinterstation werd met een inhaalspoor aan de buitenzijden voor de Intercitytreinen.

## Kunst
In en om het station/viaduct is openbare kunst te vinden:
- Van Ray Staakman (Den Haag, 1941) kwam er ten oosten een zogenaamde kinetische zuil in de vorm van een zwarte windvaan, die met alle winden meedraait; het is dan 1979[1] Staakman was pionier in dit soort kinetische installaties, hetgeen tot gevolg had dat een deel van zijn installaties te lijden had onder kinderziekten.ontwerpfouten.[2]
- de laagbouwflat Heesterveld 1-87 uit 1982 ten oosten van het station/viaduct werd in 2013 opgefleurd door muurschilderingen[3]
- langs de looproute van station/viaduct naar de Amsterdamse vestiging van IKEA staan levensgrote meubelen, die het bedrijf in haar assortiment heeft (gegevens 2015); ten westen van het station/viaduct staan vergrote exemplaar van tuinstoelen PS VÅGO; even verder een grote MAMMUT kinderkruk.[4]
- het metrostation kreeg in 2017/2018 net als alle andere stations aan de Geinlijn een nieuw naambord, gefabriceerd bij Koninklijke Tichelaar Makkum met een lettertype van René Knip[5]
- Stadsdichter per maart 2019 Gershwin Bonevacia leverde twee zinnen aan kunstenares Frederike Top om de balustrades van de buitenste viaducten op te fleuren; de regels zijn geïnspireerd op opmerkingen van buurtbewoners; We staan voor elkaar (oostzijde met woonwijk) en Ik sta voor jou (westzijde, kantoorgebied dat herontwikkeld wordt tot woonwijk) moeten tot meer onderling contact leiden; ze werden in mei 2019 onthuld.[6]
- een glaspartij van het station is voorzien van folie.

## Afbeeldingen

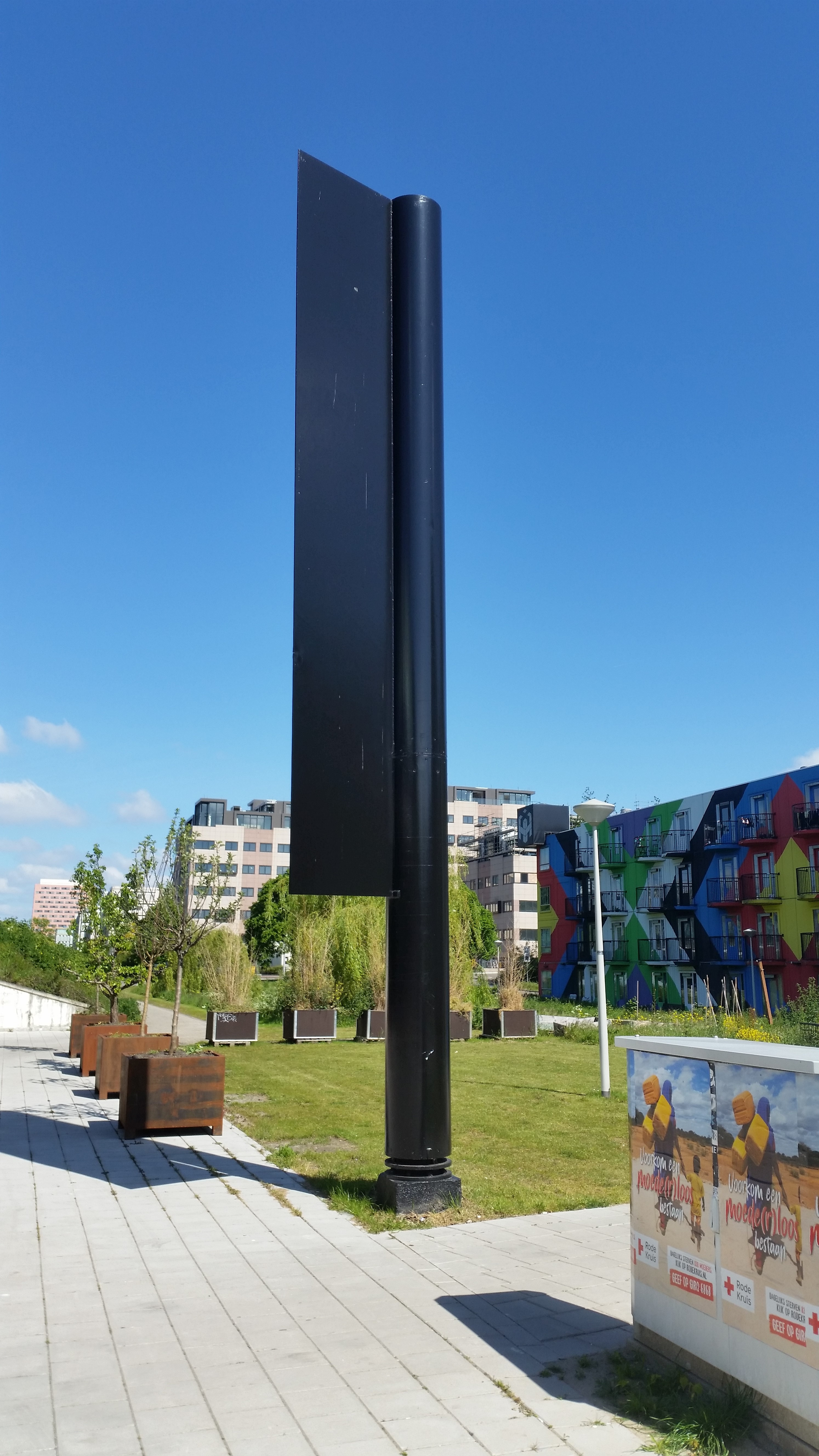
Windvaan van Staakman (mei 2019)
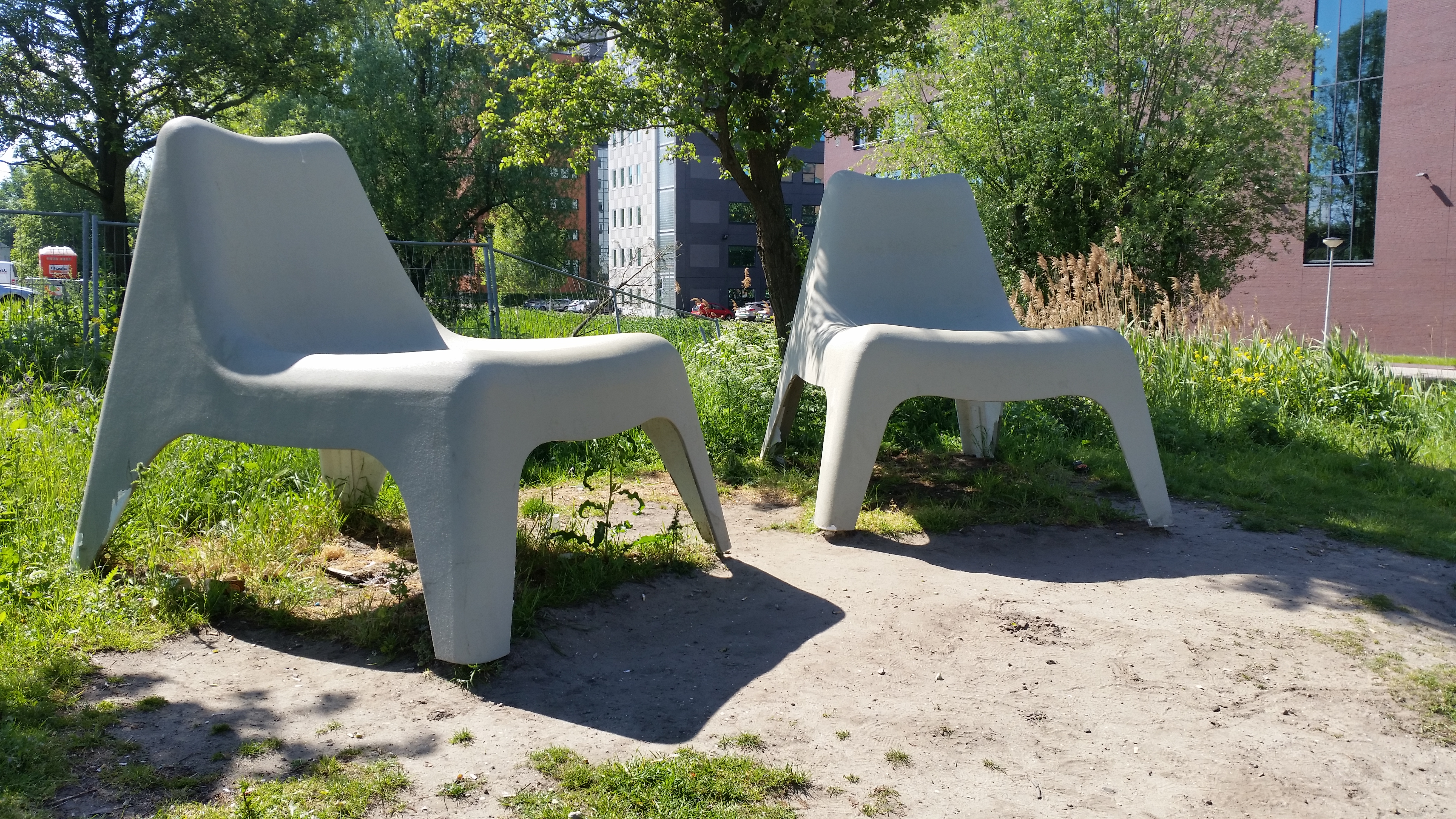
IKEA VAGO tuinstoelen (mei 2019)
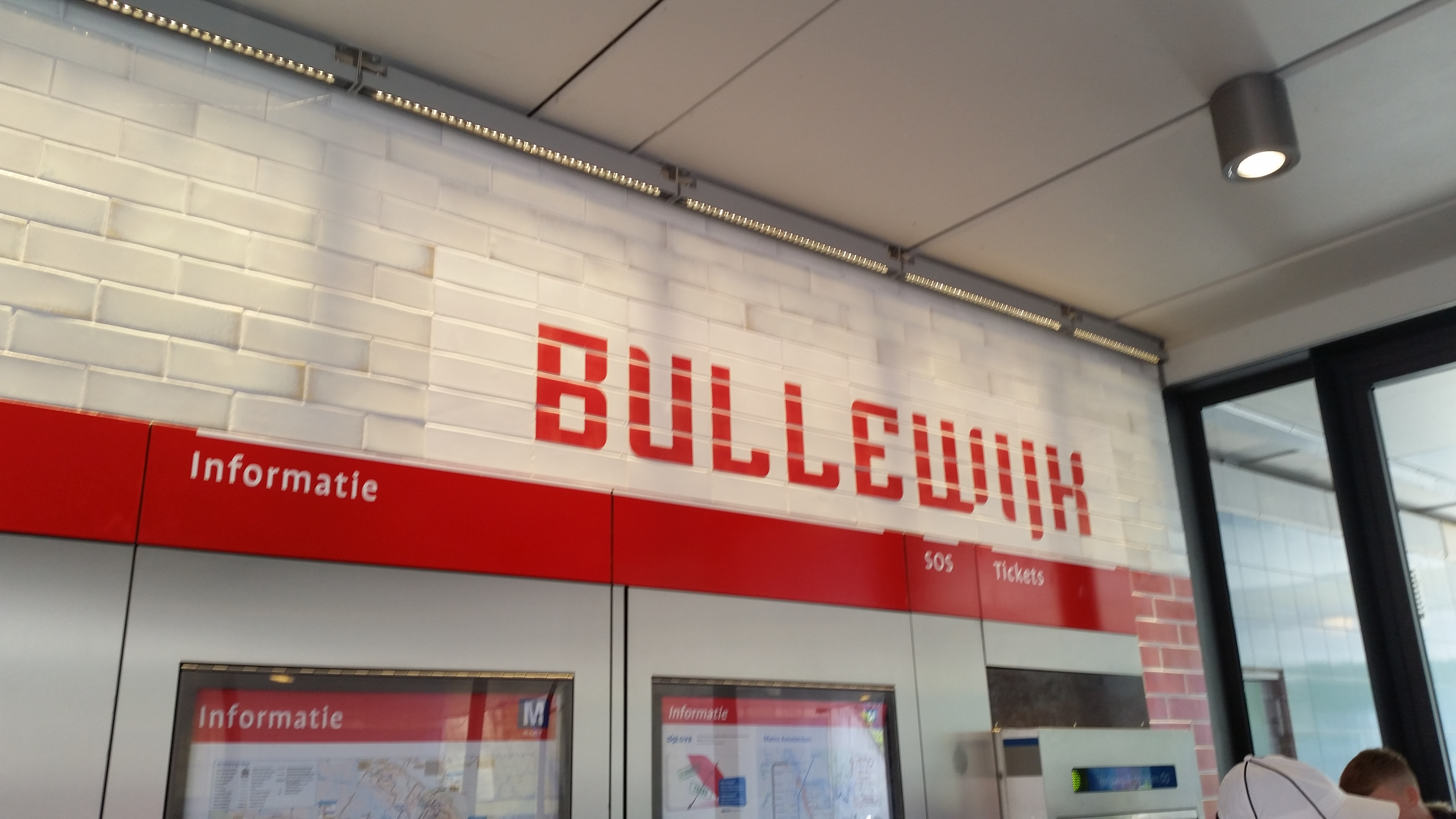
naambord Bullewijk sinds 2018 (mei 2019)
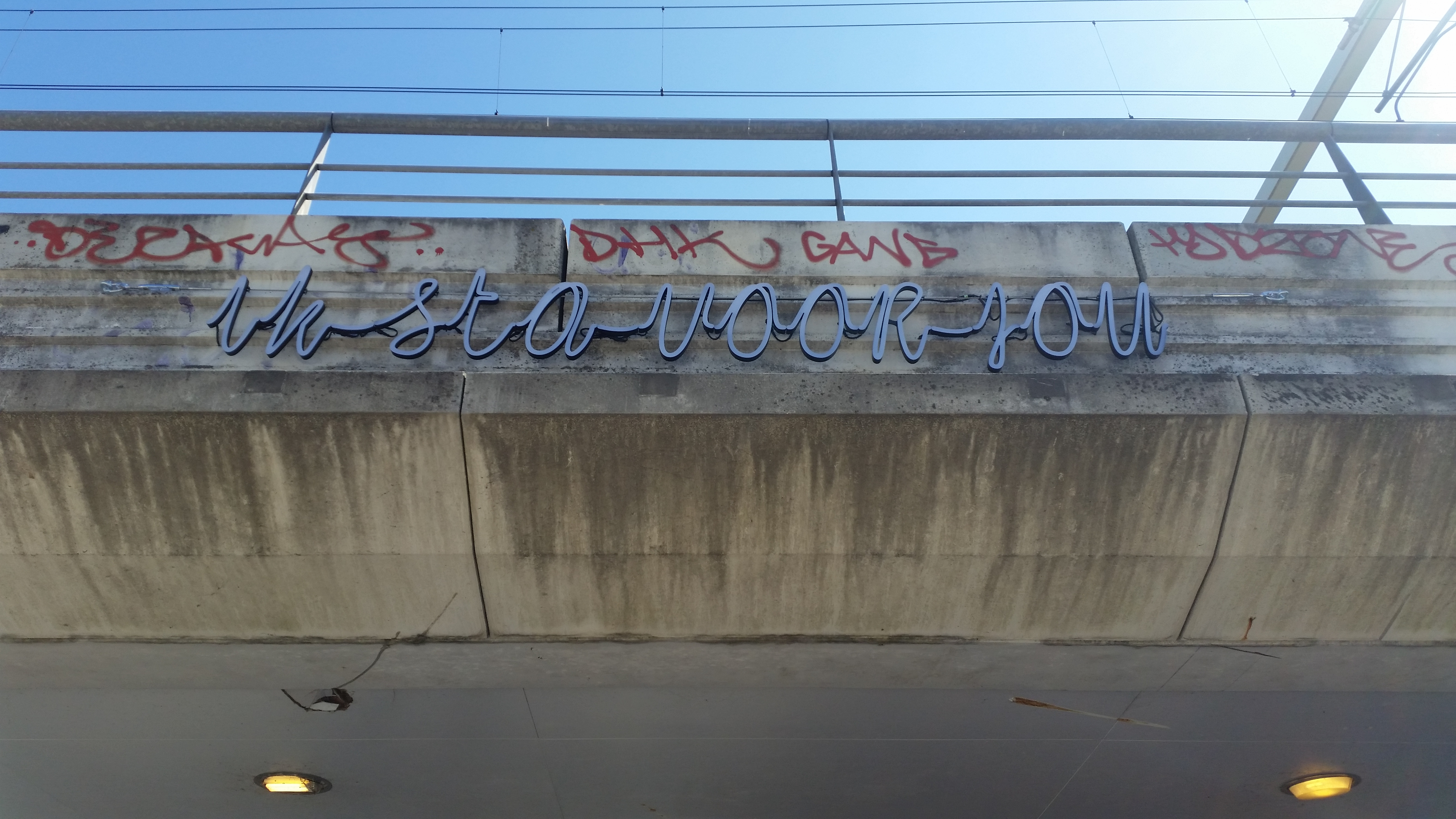
Ik sta voor jou (mei 2019)
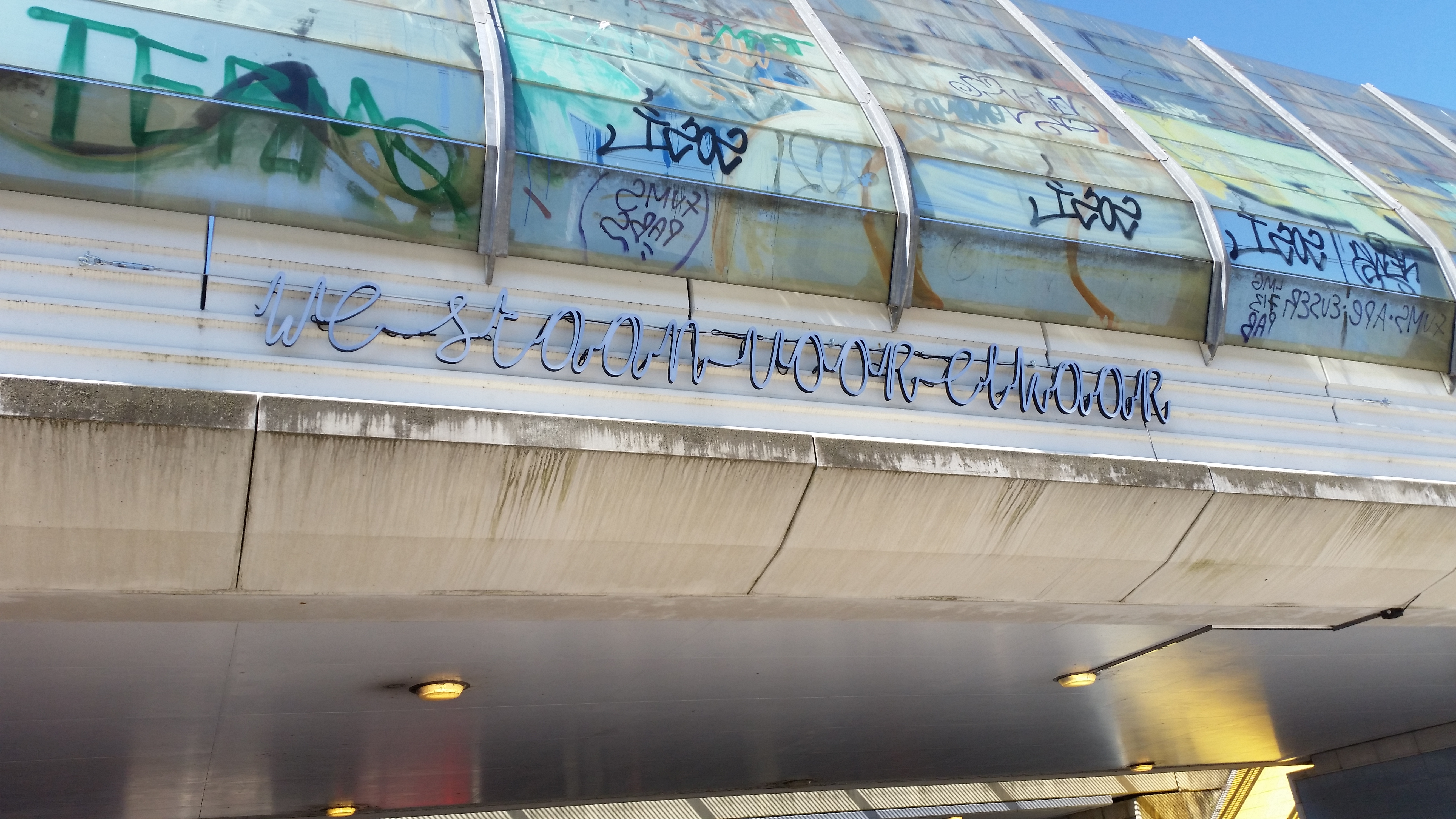
We staan voor elkaar (mei 2019)
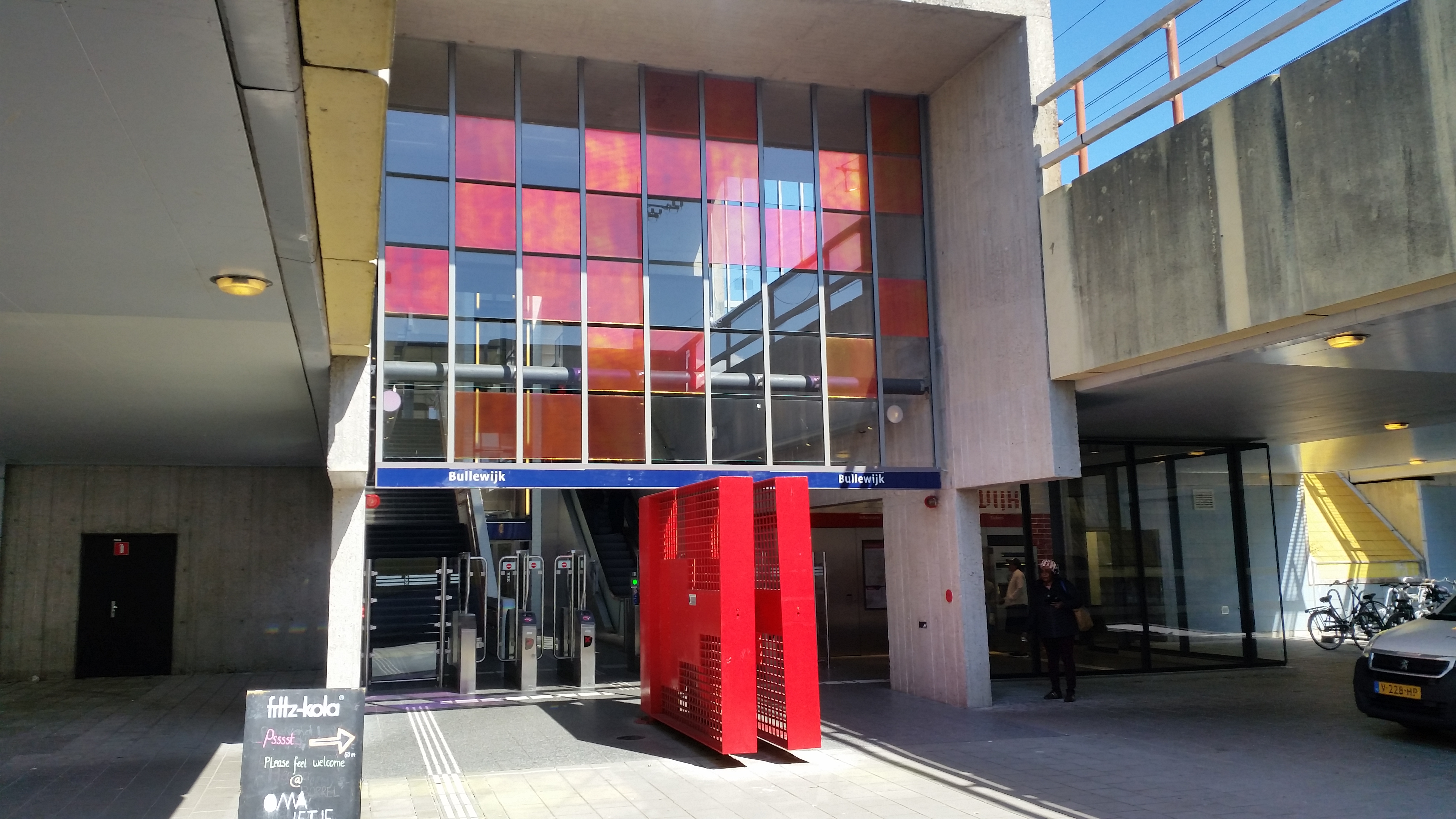
Glaspartij metrostation (mei 2019)

Abcouderpadspoorbrug ·
AMC-Padspoorbrug ·
Amstelveensewegspoorbrug ·
Anderlechtspoorbrug ·
Arlandaspoorbrug ·
Basiswegspoorviaduct Oost ·
Basiswegspoorviaduct West ·
Beethovenspoorbrug ·
Ben Viljoenspoorbrug ·
Beukenwegspoorbrug ·
Bonispoorbrug ·
Bos en Lommerspoorbrug ·
Spoorbrug in de Burgemeester Stramanweg · 
Bullewijkspoorbrug ·
Carrascospoorviaduct ·
Celebesspoorbrug ·
Comeniusspoorbrug ·
Czaar Peterspoorbrug ·
Cruquiusspoorbrug ·
Dalsteinbrug ·
Domselaerspoorbrug ·
Erasmusspoorbrug ·
Europaboulevardspoorbrug ·
Frans de Wollantsspoorbrug ·
Gaasperdammerspoorbrug ·
Haarlemmerwegspoorbrug ·
Heemstedespoorbrug ·
Hemsterhuisspoorbrug ·
Henk Sneevlietspoorbrug ·
Hoogoorddreefspoorbrug ·
Houtmanspoorbrug ·
Houttuinenspoorbrug ·
Insulindespoorbrug ·
Jan Evertsenspoorbrug ·
Jan van Galenspoorbrug ·
Johan Huizingaspoorbrug ·
Kabelwegspoorbrug ·
Karspeldreefspoorbrug ·
Kastrupspoorbrug ·
Kattenburgerspoorbrug ·
Korte Prinsengrachtspoorbrug ·
Kruislaanspoorbrug ·
Lelylaanspoorbrug ·
Linnaeuskadespoorbrug ·
Linneausstraatspoorbrug ·
Meibergpadspoorbrug ·
Molukkenspoorbrug ·
Mr. Treubspoorbrug ·
Museumlijnspoorbrug ·
Nieuwegeinspoorbrug ·
Nieuwe Haagsespoorbrug ·
Noordzeewegspoorbrug ·
Omvalspoorbrug ·
Oostertoegangsspoorbrug ·
Oosterdoksspoorbrug ·
Overbrakerspoorbrug ·
Overzichtspoorbrug ·
Pablo Nerudaspoorbrug West ·
Pablo Nerudaspoorbrug Oost ·
Parnassusspoorbrug ·
Piarcospoorviaduct ·
Pieter Calandspoorbrug ·
Planciusspoorbrug ·
Ringdijkspoorbrug ·
Robert Fruinspoorbrug ·
Rozenoordspoorbrug ·
Schinkelspoorbrug ·
Seinewegspoorbrug Noord ·
Seinewegspoorbrug Zuid ·
Sloterdijkerwegspoorweg ·
Solitudolaanspoorbrug ·
Spaarndammerspoorbrug ·
Strandvlietspoorbrug ·
Tafelbergspoorbrug ·
Tjepmaspoorbrug ·
Transformatorwegspoorbrug ·
Van Swindenspoorbrug ·
Vlaardingenspoorbrug ·
Westerdoksdijkspoorbrug ·
Westertoegangsspoorbrug ·
Wibautspoorbrug ·
Wiltzanghspoorbrug ·
Wijttenbachspoorbrug ·
Zaandijkspoorbrug ·
Zaventemspoorbrug ·
Zeeburgerdijkspoorbrug ·
Zeeburgerpadspoorbrug